# Эссьеду, Паапа
Паапа Эссьеду (англ. Paapa Essiedu (/ˈpɑːpə ˌɛsiˈeɪduː/); род. 11 июня 1990, Лондон, Великобритания) — британский актёр театра, кино и телевидения. Получил мировую известность как исполнитель роли Северуса Снегга в будущем сериале HBO «Гарри Поттер».

## Биография
Паапа Эссьеду родился в 1990 году в Лондоне в семье ганского происхождения. Он учился в школе Forest School, ещё в детстве начал интересоваться театром и участвовать в сценических постановках. Эссьеду получил актёрское образование в Гилдхоллской школе музыки и театра, в 2012 году стал членом Королевской шекспировской труппы. В 2016 году он получил признание благодаря ролям Гамлета в одноимённой пьесе и Эдмунда в «Короле Лире».
С 2016 года Эссьеду снимается в сериалах («Сон в летнюю ночь», «Миниатюрист», «Кири», «Пресса»), с 2017 — в кино (его первая роль — полицейский в «Убийстве в Восточном экспрессе» Кеннета Браны). В 2021 году он сыграл Джорджа Болейна, виконта Рочфорда, в сериале «Анна Болейн». В 2025 году стало известно, что Эссьеду сыграет Северуса Снегга в сериале «Гарри Поттер».
Эссьеду женат на актрисе Розе Робсон.

## Фильмография
| Год       |    | Русское название                 | Оригинальное название        | Роль            |
| --------- | -- | -------------------------------- | ---------------------------- | --------------- |
| 2013—2013 | с  | Утопия                           | Utopia                       | Рой             |
| 2015—2015 | с  | Небезопасно для работы           | Not Safe for Work            | Пол             |
| 2016      | тф | Сон в летнюю ночь                | A Midsummer Night's Dream    | Деметрий        |
| 2017—2017 | с  | Миниатюрист                      | The Miniaturist              | Отто            |
| 2017      | ф  | Убийство в «Восточном экспрессе» | Murder on the Orient Express | сержант Кэмбелл |
| 2018—2018 | с  | Кири                             | Kiri                         | Нейт Акинделе   |
| 2018—2018 | с  | Пресса                           | Press                        | Эд Вошбёрн      |
| 2020—2022 | с  | Банды Лондона                    | Gangs of London              | Алекс Дюмани    |
| 2020      | с  | Я могу тебя уничтожить           | I May Destroy You            | Кваме           |
| 2021      | с  | Анна Болейн                      | Anne Boleyn                  | Джордж Болейн   |
| 2022—2023 | с  | Проект «Лазарь»                  | The Lazarus Project          | Джордж          |
| 2022      | ф  | Род мужской                      | Men                          | Джеймс Марлоу   |
| 2022—2022 | с  | Захват                           | The Capture                  | Исаак Тёрнер    |
| 2023      | с  | Чёрное зеркало                   | Black Mirror                 | Гаап            |
| 2024      | с  | Чёрные голуби                    | Black Doves                  | Эмор Фитч       |
| 2024      | ф  | Выгон                            | The Outrun                   | Дейнин          |
| 2026      | с  | Гарри Поттер                     | Harry Potter                 | Северус Снейп   |